# Meftaha
Meftaha è un comune dell'Algeria, situato nella provincia di Médéa.